# Federico Grabich
Federico Grabich (Casilda, 26 de marzo de 1990) es un exnadador argentino medallista en el Campeonato Mundial de Natación de 2015 en Kazán, Rusia, campeón panamericano en los Juegos Panamericanos de 2015 y múltiple medallista en Juegos Suramericanos y en el Campeonato Sudamericano de Natación.

## Biografía
Federico nació en Casilda, provincia de Santa Fe. En su infancia jugaba al básquetbol hasta que finalmente se decidió por la natación. Es admirador del exnadador argentino José Meolans, quien con los logros que obtenía en su carrera deportiva, lo motivó a practicar el deporte. Comenzó a competir en torneos nacionales, empezando por el Campeonato argentino de Natación en 2007. Desde 2008, forma parte de la Selección nacional de natación.

## Carrera deportiva
Su primera competición fue en el Campeonato Mundial Juvenil de Natación de 2008, donde consiguió el 5.º puesto en los 50 metros libre. Sus primeros logros, fueron en los Juegos Suramericanos donde consiguió cuatro medallas en los Juegos de Medellín 2010.
Grabich, se especializó en pruebas de estilo libre, categoría en la que sigue compitiendo.
Obtuvo la medalla de bronce en los Juegos Panamericanos de 2011 en la categoría 4 × 100 metros combinados.
Compitió en los Juegos Olímpicos de Londres 2012 en la categoría 50 metros libre, terminando en el puesto 35.
En los Juegos Panamericanos de 2015, obtuvo la medalla de oro en 100 m libre con una marca de 48,26 segundos y medalla de plata en 200 m libre, registrando un tiempo de 1:47,62.
El 6 de agosto de 2015, obtuvo un histórico tercer puesto en los 100 metros libre durante el Campeonato Mundial de Natación en Kazán, Rusia, convirtiéndose en el primer nadador argentino en lograr un podio en un mundial de piscina olímpica.
El 2 de noviembre de 2015, obtuvo la medalla de plata en la Copa del Mundo en Doha, Catar.
Compitió en los Juegos Olímpicos de Río de Janeiro 2016 en 50, 100 y 200 metros libre.
En los Juegos Panamericanos de 2019, obtuvo dos medallas de bronce en 4 × 100 medley mixta y 4 × 100 relevos combinada.
En 2020, recibió el Premio Konex de Platino como el mejor nadador de la última década en Argentina.